# Przykopa
Die Przykopa, auch Młynówka (tschechisch Píšťský potok) ist ein linker Nebenfluss der Oder in Tschechien und Polen.

## Verlauf
Der Píšťský potok entspringt westlich des Dorfes Bělá im Leobschützer Lößhügelland (Płaskowyż Głubczycki). Seine Quelle liegt am Wegekreuz „U Vodárny“ im Wald Chuchelenský les. An seinem zunächst nach Osten führenden Lauf liegen Bělá, Bělský Mlýn, Pila und Píšť. Vor Píšť wird der Bach in zwei Stauweihern, von denen der größere als Suchá nádrž bezeichnet wird, gestaut.
Östlich von Píšť erreicht der Píšťský potok die polnische Grenze und nimmt den von Owsiszcze zufließenden Bach Młynówka auf. Dabei ändert er seine Richtung nach Norden und bildet auf knapp zwei Kilometer Länge bei Brzeziak die Grenze zwischen Tschechien und Polen. Ab diesem Abschnitt wird er als  Przykopa bzw. Młynówka bezeichnet.
Der Unterlauf der Przykopa führt durch polnisches Gebiet. Im Dorf Bolesław wendet sich der Bach nach Osten und fließt neben der Zinna in deren breiter Flussaue. Dabei gibt er einen Teil seines Wassers an das Grabensystem rechtsseitig der Zinna bei Bieńkowice ab. Danach fließt der Bach am nördlichen Ortsrand von Tworków vorbei und mäandriert durch das Auland zwischen der Oder und Zinna, wo er am Bahnhof Tworków von der Bahnstrecke Kędzierzyn-Koźle–Chałupki–Bohumín überbrückt wird. Nach 19,2 Kilometern mündet die Przykopa südlich von Nieboczowy bei den Siedlungen Trawnik und Ligota Tworkowska in die Oder.
Der tschechische Teil des Einzugsgebietes umfasst 26,29 km², dort leben 3382 Menschen. Die durchschnittliche Durchflussmenge an der polnisch-tschechischen Grenze beträgt 0,222 m³/s.

## Zuflüsse
- Závadský potok (r), Bělský Mlýn
- Doubravka (r), Píšť